# オーリー・スピークス
オーリー・スピークス（Oley Speaks, 1874年 – 1948年）はアメリカ合衆国の作曲家。アマチュアから一念発起し、洗練された歌曲の作曲家になった。
オハイオ州カナル・ウィンチェスターに生まれる。当初は鉄道会社の事務員だったが、音楽への思い断ち難く、ニューヨーク市で声楽の訓練を積んだ後、歌曲の作曲に手を染める。歌曲の一つ《マンダレーへの道 “On the Road to Mandalay”》（1907年）の出版譜は、100万部以上が売れたと言われる。
その他のスピークスの歌曲に、次のようなものがある。
- They Met in Bombay (1941)
- Metropolitan (1935)
- China Seas (1935)
- Mandalay (1934)

郷里カナル・ウィンチェスターの郷土史協会博物館には、オーリー・スピークスの生涯に関する展示物があり、スピークス手書きの楽譜も含まれている。

## 註
1. 1 2 3 4 5